# Stansberry Lake (Washington)
Stansberry Lake es un lugar designado por el censo ubicado en el condado de Pierce en el estado estadounidense de Washington. En el año 2010 tenía una población de 2.101 habitantes.

## Geografía
Stansberry Lake se encuentra ubicado en las coordenadas 47°22′59″N 122°42′43″O / 47.38306, -122.71194.